# Being Boring
Being Boring är en låt av den brittiska duon Pet Shop Boys från albumet Behaviour 1990. Låten var den andra singeln från albumet och var inte särskilt framgångsrik på listorna när den släpptes. Den nådde bara 20:e plats på den brittiska singellistan, vilket var första gången på fyra år som en Pet Shop Boys-singel hamnade utanför topp 10.
Bland Pet Shop Boys-fans är dock låten högt värderad och även Neil Tennant har utnämnt den till "en av de bästa låtar som vi har skrivit". Texten handlar om idén att människors synsätt och värderingar förändras när man växer upp. Tennant har också förklarat att låten har en personlig betydelse för honom då den handlar om en vän som dog i AIDS.

Videon till Being Boring, som är regisserad av modefotografen Bruce Weber, är filmad helt i svart-vitt och skildrar en fest. Den inleds med ett skrivet meddelande: 
| ” | I came from Newcastle in the North of England. We used to have lots of parties where everyone got dressed up and on one party invitation was the quote 'she was never bored because she was never boring'. The song is about growing up - the ideals that you have when you're young and how they turn out. | „ |

Citatet liknar  'She refused to be bored chiefly because she wasn't boring'  av Zelda Fitzgerald.

## Låtförteckning
7": Parlophone / R 6275 (UK)
1. "Being Boring" – 4:50
2. "We All Feel Better in the Dark" – 4:00

12": Parlophone / 12 R 6275 (UK)
1. "Being Boring" (Extended Mix) – 10:40
2. "We All Feel Better in the Dark" (Extended Mix) – 6:45
3. "Being Boring" – 4:50

- även utgiven som CD (CDR 6275)

12": Parlophone / 12 RX 6275 (UK)
1. "Being Boring" (Marshall Jefferson Remix) – 9:05
2. "We All Feel Better in the Dark" (After Hours Climax) – 5:30
3. "We All Feel Better in the Dark" (Ambient) – 5:20

- 2 och 3 remixade av Brothers in Rhythm

## Källa
- 10 years of Being Boring.com